# Atletisme als Jocs Olímpics d'Estiu de 2024 - 20km Marxa femení
La prova de 20Km Marxa femenina d'Atletisme als Jocs Olímpics de París 2024 serà la 7a edició de l'esdeveniment en unes Olimpíades. La prova es disputarà l'1 d'agost del 2024 al Pont d'Iéna, sobre el riu Sena de París.
L'italiana Antonella Palmisano és la vigent campiona de la prova olímpica, després de guanyar la medalla d'or als Jocs Olímpics de Tòquio 2020. La medalla de plata fou per la colombiana Sandra Arenas, mentre que la medalla de bronze la va guanyar la xinesa Liu Hong.
L'equip de la Xina és la selecció més guardonada, amb 3 medalles d'or, 1 medalla de plata i 3 medalles de bronze, en les 6 edicions que l'esdeveniment ha estat present als Jocs Olímpics. La xinesa Liu Hong, amb 1 medalla d'or, 1 medalla de plata i 1 medalla de bronze és l'atleta més guardonada en tota la història de la competició.

## Format
Els 20 quilòmetres marxa són una prova disputada en ruta i únicament a l'aire lliure. La competició consistirà en una sola cursa, on hi participaran les 48 atletes classificades. Les 3 atletes que quedin al capdavant, obtindran les medalles.

## Classificació
Hi ha dues maneres de classificar-se per la prova olímpica. La forma principal és superant la marca estàndard de classificació (que per aquesta edició són 1:29:20 hores), en qualsevol prova organitzada o supervisada per la Federació Internacional d'Atletisme, entre l'1 de novembre de 2022 i el 30 de juny de 2024. Depenent dels llocs que sobrin es podran classificar les atletes que no hagin aconseguit aquesta marca mitjançant les places universals i el rànquing atlètic i fent prevaler la diversitat geogràfica. S'ha de tenir en compte que només es podran classificar un màxim de 3 atletes per país i en cas que sigui superior, cada federació haurà d'escollir les 3 marxistes que consideri per participar en les Olimpíades.
| Mètode de classificació | Places   | País                | Atleta classificada |
| ----------------------- | -------- | ------------------- | ------------------- |
|                         | 3        | Austràlia           | Jemima Montag       |
| Rebecca Henderson       | 3        | Austràlia           |                     |
| Olivia Sandery          | 3        | Austràlia           |                     |
| 3                       | Perú     | Kimberly García     |                     |
| 3                       | Perú     | Evelyn Inga         |                     |
| 3                       | Perú     | Mary Luz Andía      |                     |
| 3                       | Xina     |                     |                     |
| 3                       | Xina     |                     |                     |
| 3                       | Xina     |                     |                     |
| 2                       | Brasil   | Érica de Sena       |                     |
| 2                       | Brasil   | Viviane Lyra        |                     |
| 1                       | Alemanya | Saskia Feige        |                     |
| 1                       | Colòmbia | Sandra Arenas       |                     |
| 1                       | Espanya  | María Pérez         |                     |
| 1                       | Equador  | Glenda Morejón      |                     |
| 1                       | Grècia   | Antigoni Drisbioti  |                     |
| 1                       | Índia    | Priyanka Goswami    |                     |
| 1                       | Itàlia   | Antonella Palmisano |                     |
| 1                       | Mèxic    | Alegna González     |                     |
| 1                       | Portugal | Ana Cabecinha       |                     |
| 1                       | Ucraïna  | Olena Sobchuk       |                     |
| Rànquing atlètic        | 1        |                     |                     |
| Places universals       | 1        |                     |                     |

## Medaller històric
| Posició | País      | Or | Argent | Bronze | Total |
| ------- | --------- | -- | ------ | ------ | ----- |
| 1       | Xina      | 3  | 1      | 3      | 7     |
| 2       | Rússia    | 1  | 1      | 0      | 2     |
| 3       | Itàlia    | 1  | 0      | 1      | 2     |
| 4       | Grècia    | 1  | 0      | 0      | 1     |
| 5       | Noruega   | 0  | 2      | 0      | 2     |
| 6       | Colòmbia  | 0  | 1      | 0      | 1     |
| 6       | Mèxic     | 0  | 1      | 0      | 1     |
| 8       | Austràlia | 0  | 0      | 1      | 1     |
| 8       | Espanya   | 0  | 0      | 1      | 1     |